# Khối Warszawa
Hiệp ước Hữu Nghị, Hợp Tác và Tương Trợ (tiếng Nga: Договор о дружбе, сотрудничестве и взаимной помощи - DDSV) là một hiệp ước phòng thủ chung được lãnh đạo bởi Liên Xô với sự tham gia của đại đa số các nước thuộc khối phía Đông. Đây là nền tảng cho sự thành lập và tồn tại của Tổ chức Hiệp Ước Warszawa (tiếng Anh: Warsaw Treaty Organization - WTO), thường được gọi là Khối Warszawa (phiên âm theo tiếng Ba Lan), Khối Warsaw (phiên âm theo tiếng Anh: Warsaw Pact - WP/WAPA) hay Khối Vác-sa-va (phiên âm theo tiếng Việt), vốn là khối liên minh quân sự gồm 7 nước theo chế độ xã hội chủ nghĩa ở Trung và Đông Âu, gồm Liên Xô, Ba Lan, Bulgaria, Đông Đức, Hungary, România và Tiệp Khắc, về cơ bản là các nước tham gia vào hiệp ước kể trên. Liên minh quân sự này do Liên Xô thành lập và chỉ huy nhằm chống lại khối quân sự NATO, do Hoa Kỳ đứng đầu, trong bối cảnh Chiến tranh Lạnh. Ban đầu hiệp ước được ký ở thủ đô Warszawa (Warsaw/Vác-sa-va) của Ba Lan nhưng trụ sở của khối đặt tại thủ đô Moskva của Liên bang Xô viết. Mặc dù trên danh nghĩa là liên minh phòng thủ, song Khối Warszawa đã mở chiến dịch quân sự vào các quốc gia khác theo nhiều mức độ khác nhau (ví dụ như Mùa xuân Praha, Chiến tranh Việt Nam, Cách mạng Hungary, Nội chiến Angola...).

## Mục đích
Việc thành lập Tổ Chức Hiệp Ước Warszawa được coi là để bảo đảm hòa bình và an ninh ở các nước cộng sản chủ nghĩa thành viên, nhưng các biến cố lịch sử cho thấy mục đích chính của khối này cũng là để củng cố chủ nghĩa cộng sản ở Đông Âu. Ở Hungary vào năm 1956, và sau đó là ở Tiệp Khắc năm 1968, Liên Xô đã viện dẫn Hiệp Ước Warszawa để hợp pháp hóa việc can thiệp nhằm đàn áp các cuộc nổi dậy chống cộng.
Khối Warszawa được thành lập như là một đối trọng của các nước Xã hội Chủ nghĩa đối với NATO trong giai đoạn đầu của Chiến tranh Lạnh, với mục đích ban đầu là thành lập 1 hiệp ước phòng vệ tập thể trước nguy cơ các quốc gia trong khối Warszawa bị NATO tấn công. Tuy nhiên về sau mục đích này ngày càng đi xa sứ mệnh ban đầu của mình khi Moskva lợi dụng khối Warszawa để can thiệp vào nội bộ các nước Đông Âu  khiến các nước thành viên trong khối Warszawa mất quyền chủ quyết của mình.
Mặc dù hiệp ước tuyên bố sự bình đẳng của các bên tham gia nhưng trên thực tế, từ những ngày đầu tiên tổ chức tồn tại và cho đến khi giải thể, vai trò chủ chốt trong hiệp ước này thuộc về Liên Xô. Ngoài ra, các chức vụ tổng tư lệnh và tham mưu trưởng Lực lượng vũ trang chung của các quốc gia thành viên Hiệp ước Warszawa luôn thuộc về các chỉ huy Liên Xô, trong khi đại diện của các quân đội khác theo quy định chỉ là cấp phó của họ.

## Tổ chức

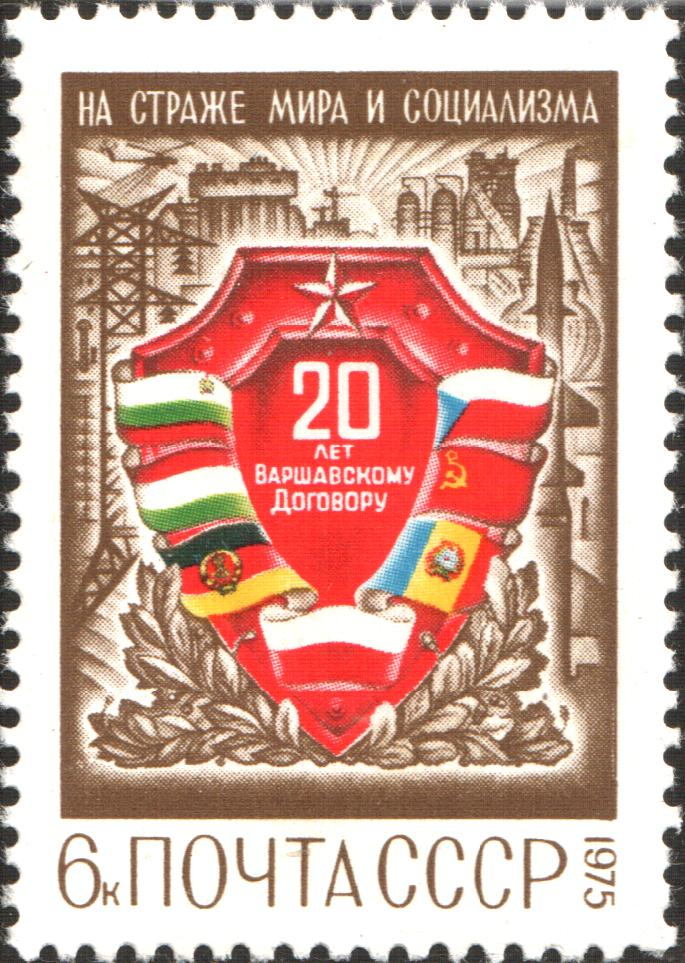
Một tem kỷ niệm của Liên Xô kỷ niệm 20 năm thành lập Hiệp ước Warszawa vào năm 1975, nói rằng nó là "Bảo vệ hòa bình và chủ nghĩa xã hội".

Tổ chức khối Warszawa gồm 2 phần: Ủy ban Cố vấn Chính trị với nhiệm vụ giải quyết các vấn đề liên quan đến chính trị của khối, Bộ Chỉ huy Phối hợp Lực lượng vũ trang Hiệp ước kiểm soát các vấn đề quân sự các quốc gia thành viên. Trụ sở được đặt tại Warszawa, Ba Lan. Đồng thời Tổng Tư lệnh Tối cao Lực lượng vũ trang thống nhất của Tổ chức Hiệp ước Warszawa là Thứ trưởng thứ nhất Bộ Quốc phòng Liên Xô và Tổng Tham mưu Liên hợp Lực lượng vũ trang thống nhất của Tổ chức Hiệp ước Warszawa đồng thời là Phó Tổng Tham mưu thứ nhất Lực lượng vũ trang Liên Xô. Vì thế, mặc dù là một liên minh an ninh tập thể quốc tế, nhưng Liên Xô đã thống lĩnh các lực lượng vũ trang của Hiệp ước Warszawa.

## Lịch sử

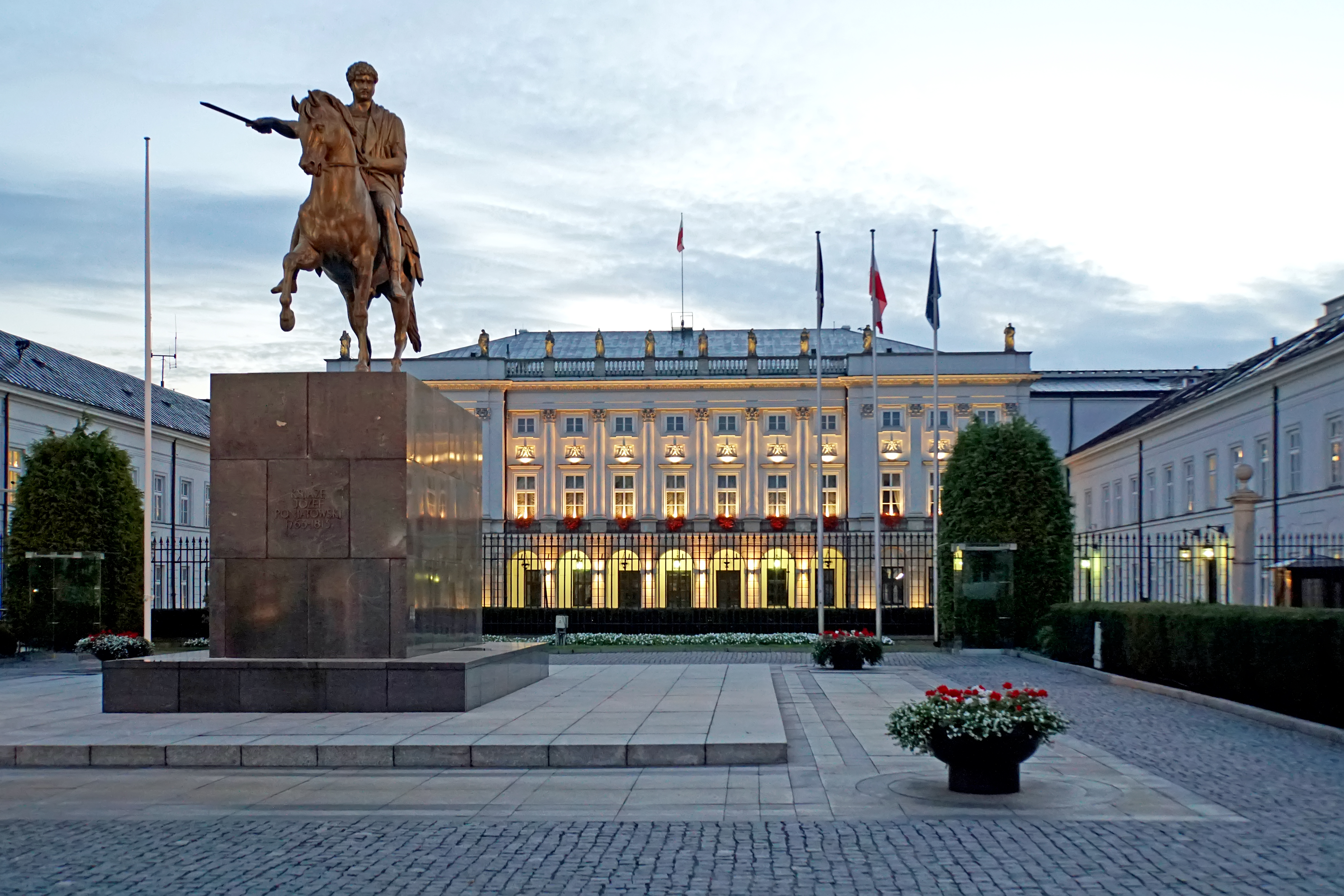
Dinh Tổng thống tại Warszawa, Ba Lan, nơi Hiệp ước Warszawa được thành lập và ký kết vào ngày 14 tháng 5 năm 1955

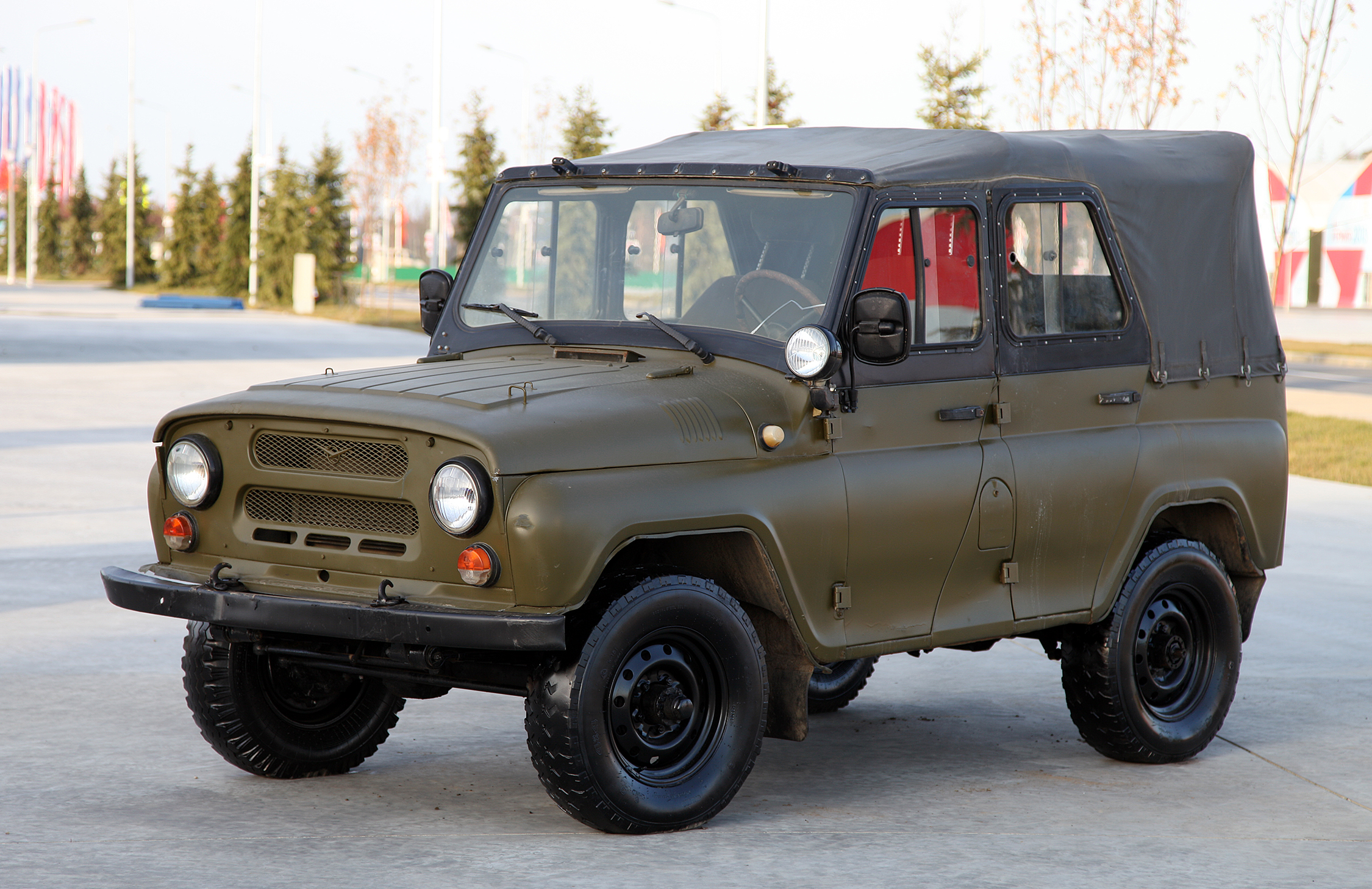
Một chiếc xe jeep quân sự điển hình của Liên Xô UAZ-469, được sử dụng bởi hầu hết các quốc gia của Hiệp ước Warszawa

Khối này được thành lập ngày 14/5/1955 tại Warszawa, sau khi các nước Liên Xô, Albania, Ba Lan, Bulgaria, Đông Đức, Hungary, România, Tiệp Khắc ký kết Hiệp ước hữu nghị, hợp tác và tương trợ, có hiệu lực từ tháng 6/1955. Theo hiệp ước, các nước thành viên có nghĩa vụ đem quân hỗ trợ nhau trong trường hợp bất kỳ 1 nước thành viên nào bị tấn công bởi 1 nước khác nằm ngoài khối. Mặc dù Nam Tư cũng là nước XHCN nhưng do bất đồng với Liên Xô nên không tham gia khối quân sự này.
Năm 1961, Albania rút khỏi hiệp ước này do bất đồng với Liên Xô và các nước XHCN khác. Sau đó đặt quan hệ thân mật với Trung Quốc.
Khối Warszawa đã góp phần vào việc xây dựng lên bức tường Berlin (bức tường tượng trưng cho sự chia cắt giữa Đông Đức và Tây Đức). Ngoài ra, khối này cũng can thiệp vào các sự kiện cách mạng Hungary 1956 và tấn công Tiệp Khắc 1968.
Vào tháng 12/1970, khối Warszawa tổ chức 1 hội nghị họp tại Đông Berlin để thảo luận phương hướng và nhiệm vụ của tổ chức. Đến năm 1985, lãnh đạo các nước thành viên của khối ký nghị định thư về việc gia hạn hiệp ước. Năm 1989, khối Warszawa ủng hộ việc Liên Xô rút quân khỏi các nước thành viên (đầu tiên là Tiệp Khắc). Đến tháng 5/1989, khối Warszawa kêu gọi NATO cùng giải tán, ngoài ra khối cũng mong muốn cùng NATO đàm phán về vũ khí hạt nhân chiến thuật và các vấn đề liên quan tới hải quân. Tháng 12/1989, khối Warszawa đã đánh giá lại sự kiện năm 1968 ở Tiệp Khắc, lên án các đơn vị quân đội của mình can thiệp vào sự kiện này.
Vào ngày 1 tháng 7 năm 1991, đại diện của Liên Xô, Bulgaria, Hungary, Ba Lan, Romania và Tiệp Khắc đã ký một nghị định thư tại Praha về việc chấm dứt hoàn toàn Hiệp ước Warszawa. Trong khi đó, trong 20 năm sau đó, tất cả các đồng minh cũ của Moskva đều gia nhập Liên minh Hiệp Ước Bắc Đại Tây Dương (NATO).

## Lực lượng
Năm 1977-1978, Khối Warszawa có khoảng 4,752 - 5,502 triệu quân, trong đó Liên Xô đóng góp 3,675 - 4,425 triệu quân.
Trong năm 1990, khối quân sự này có tổng cộng 4,8 triệu quân, trong đó riêng Liên Xô đã góp 3,7 triệu.

## Các thành viên
Các thành viên gồm: 
| Quốc gia                                   | Đảng cầm quyền |
| ------------------------------------------ | --- |
| Liên Xô                                    | Đảng Cộng sản Liên Xô tiếng Nga: Коммунистическая партия Советского Союза (trước đây Đảng Lao động Xã hội Dân chủ Nga (РСДРП), Đảng Lao động Xã hội Dân chủ Nga-Bolsheviks (РСДРП(б)), Đảng Cộng sản Nga (РКП(б)), Đảng Cộng sản Toàn Nga (ВКП(б))) |
| Cộng hòa Xã hội chủ nghĩa România          | Đảng Cộng sản România tiếng Romania: Partidul Comunist Român |
| Cộng hòa Nhân dân Bulgaria                 | Đảng Cộng sản Bulgaria tiếng Bulgaria: Българска комунистическа партия |
| Cộng hòa Nhân dân Ba Lan                   | Đảng Lao động Công đoàn Ba Lan tiếng Ba Lan: Polska Zjednoczona Partia Robotnicza |
| Cộng hòa Dân chủ Đức                       | Đảng Xã hội Chủ nghĩa Thống nhất Đức tiếng Đức: Sozialistische Einheitspartei Deutschlands |
| Cộng hòa Xã hội chủ nghĩa Tiệp Khắc        | Đảng Cộng sản Tiệp Khắc tiếng Séc: Komunistická strana Československa |
| Cộng hòa Nhân dân Hungary                  | Đảng Lao động Xã hội Chủ nghĩa Hungary tiếng Hungary: Magyar Szocialista Munkáspárt |
| Cộng hòa Nhân dân Xã hội chủ nghĩa Albania | Đảng Lao động Albania tiếng Albania: Partia e Punës e Shqipërisë (rút khỏi khối năm 1961, chính thức rút khỏi tháng 9/1968) |

## Lãnh đạo Khối

### Tổng Tư lệnh Tối cao Lực lượng vũ trang thống nhất
- 1955-1960 — Ivan Stepanovich Koniev — Nguyên soái Liên Xô.
- 1960-1967 — Andrei Grechko — Nguyên soái Liên Xô.
- 1967-1976 — Ivan Yakubovsky — Nguyên soái Liên Xô.
- 1977-1989 — Viktor Kulikov — Nguyên soái Liên Xô.
- 1989-1991 — Pyotr Lushev — Đại tướng.

### Tổng Tham mưu Liên hợp Lực lượng vũ trang thống nhất
- 1955-1962 — Aleksey Innokent'evich Antonov — Đại tướng lục quân.
- 1962-1965 — Pavel Batov — Đại tướng lục quân.
- 1965-1968 — Mihail Kazakov — Đại tướng lục quân.
- 1968-1976 — Sergei Shtemenko — Đại tướng lục quân.
- 1976-1988 — Anatoly Gribkov — Đại tướng lục quân.
- 1989-1991 — Vladimir Lobov — Đại tướng lục quân.